# Nervo anococcigeo
Il nervo anococcigeo è un nervo misto che origina dal plesso coccigeo.

## Decorso e innervazione
Dopo la sua origine, scende al davanti del muscolo ischiococcigeo, cui fornisce alcuni rami. Attraversa il legamento sacrotuberoso e si distribuisce alla cute compresa fra l'orifizio anale e l'apice del coccige. Innerva anche l'articolazione sacro-coccigea.